# Sînkiv, Radehiv
Sînkiv (în ucraineană Синьків) este o comună în raionul Radehiv, regiunea Liov, Ucraina, formată numai din satul de reședință.

## Demografie
Componența lingvistică a comunei Sînkiv
     Ucraineană (99,66%)
Conform recensământului din 2001, majoritatea populației comunei Sînkiv era vorbitoare de ucraineană (99,66%), existând în minoritate și vorbitori de alte limbi.